# Nil (prowincja)
Nil (arab. نهر النيل = Nahr an-Nil) – prowincja w północnym Sudanie.
W jej skład wchodzi 6 dystryktów:
1. Abu Hamad
2. Barbar
3. Ad-Damir
4. Atbara
5. Szandi
6. Al-Matammah